# Archibald Edmonstone
Pour les articles homonymes, voir Edmonstone.
Archibald Edmonstone, 3e baronnet (né le 12 mars 1795 à Londres, mort le 13 mars 1871 à Londres) est un voyageur, égyptologue et écrivain britannique.

## Biographie
Archibald Edmonstone est le fils aîné de Charles Edmonstone, 2e baronnet, et d'Emma Bootle. Il épouse sa cousine Emma Wilbraham. 
Avec son épouse Emma, il a trois filles qui meurent toutes en bas âge. En 1821, il hérite de son père le titre de baronnet, de « Duntreath dans le comté de Stirling ». Comme il n'a pas de fils, c'est son demi-frère William Edmonstone (1810-1888) qui hérite du titre à sa mort en 1871.
Dès 1819, Edmonstone voyage dans les vallées égyptiennes d'Al-Kharga et d'Ad-Dakhla. Avec Bernardino Drovetti et Frédéric Cailliaud, il fait partie des premiers voyageurs à avoir publié leurs observations. La montagne située près de Deir el-Hagar, au nord de la vallée d'Ad-Dakhla, porte aujourd'hui son nom.

## Publication
- Un voyage dans deux des oasis de la Haute-Égypte (A journey to two of oases of upper Egypt), Murray, Londres, 1822